# Cephalops limatus
Cephalops limatus är en tvåvingeart som först beskrevs av Hardy 1965.  Cephalops limatus ingår i släktet Cephalops och familjen ögonflugor. Inga underarter finns listade i Catalogue of Life.